# Wolter Robert van Hoëvell
Wolter Robert van Hoëvell, född 14 juli 1812 i Deventer, död 10 februari 1879 i Haag, var en nederländsk friherre och författare. 
Hoëvell reste 1836 som missionär till Batavia, där han stannade i elva år och jämte sin prästerliga verksamhet även bedrev ivriga forskningar rörande Nederländska Ostindien. År 1848 återvände han till Nederländerna och invaldes i Generalstaternas andra kammare samt blev statsråd 1862. Han bidrog mycket till slaveriets avskaffande i kolonierna. Bland hans många vetenskapliga och skönlitterära arbeten, som mest sysslar med ämnen från kolonierna, kan nämnas de litterärt betydande skisserna Uit het indische leven (1860).